# Рафаель Урданета
Рафаель Хосе Урданета-і-Фаріа (ісп. Rafael José Urdaneta y Faría; 24 жовтня 1788 — 23 серпня 1845) — американський військовий і політичний діяч.

## Біографія
Рафаель Урданета народився в 1788 році в Маракайбо; його батьками були Мігель Херонімо Урданета-Баррененчеа-і-Троконіс і Марія Алехандріна Фаріас-Хіменес-де-Урданета. Він навчався в Каракаський семінарії, в 1804 році переїхав до Санта-Фе-де-Богота, де навчався в Коледжі Св. Варфоломія. У 1810 році взяв участь у революційних подіях і вступив в армію, де став сподвижником Сімона Болівара. Разом з останнім брав участь у визволенні Південної Америки від іспанського панування, після утворення Великої Колумбії був міністром оборони.
У 1830 році Болівар пішов у відставку з поста президента країни, і новим президентом став Хоакін Москера; в зв'язку з його постійними хворобами реальна влада зосередилася в руках віце-президента Домінго Кайседо. В цей час в Боготі розміщувалося два батальйону військ: з венесуельців, лояльних Болівару (і Урданеті), і з колумбійців, лояльних Сантандеру. Кайседо наказав передислокувати венесуельський батальйон в місто Тунха, що викликало хвилювання серед проживаючих в Боготі венесуельців. У подальшій сутичці батальйон венесуельців розгромив батальйон колумбійців, і президент Москера з віце-президентом Кайседо покинули столицю. Щоб врятувати країну від розвалу (і сподіваючись повернути Болівара на пост президента) Урданета 5 вересня 1830 проголосив себе главою держави.
Однак генерали-колумбійці відмовили Урданеті в підтримці, і почали бойові дії проти нього. Генерали Обандо і Лопес взяли під контроль південь країни, а генерал Сальвадор Кордова — північ. 14 квітня 1831 року ці фірми проголосили Кайседо законним і. о. президента, і зажадали від Урданети почати мирні переговори. Урданета погодився, і 28 квітня обидві сторони підписали а Апулія угода, відповідно до якого Урданета повернув владу Кайседо.
Після розпаду Великої Колумбії Урданета став жити в Венесуелі, і помер під час дипломатичної місії в Європі.